# The Shopworn Angel
The Shopworn Angel is een film uit 1938 onder regie van H.C. Potter. De film is gebaseerd op het korte verhaal Pettigrew's Girl van Dana Burnet en werd geproduceerd door Joseph L. Mankiewicz. In Nederland werd het destijds uitgebracht onder de titel De Gouden Kooi.

## Verhaal

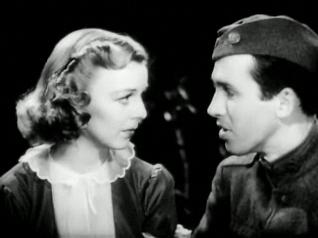
Daisy en Bill

Bill Pettigrew is een oprechte en alledaagse man uit het Texas van de jaren 10. Wanneer de Eerste Wereldoorlog uitbreekt, wordt hij onmiddellijk lid van het leger. Vlak voordat zijn schip naar Europa vertrekt, ontmoet hij in New York actrice Daisy Heath. Daisy heeft een succesvolle carrière op Broadway en is inmiddels een bekend gezicht.
Een van zijn kameraden ziet Bill samen met Daisy en gaat ervan uit dat ze een koppel zijn. Bill wil niet afgaan en houdt vol dat ze zijn vriendin is. De zaken worden ingewikkelder wanneer zij haar willen ontmoeten. Bill en Daisy komen van verschillende achtergronden en daarnaast heeft Daisy al een relatie met Sam Bailey. Desondanks voelen ze zich tot elkaar aangetrokken en besluit Daisy mee te doen als Bill haar vraagt om zich voor te doen als zijn vriendin.
Ondertussen ontstaat er een hechte band tussen de twee. Dit zorgt voor jaloezie bij Sam, die haar dwingt het contact met Bill te verbreken. Hoewel Daisy hem verzekert dat haar connectie met Bill puur vriendschappelijk is, vertrouwt Sam de zaak niet. Vlak voordat hij weg moet om te vechten in Europa, vraagt Bill haar ten huwelijk. Daisy is op dat moment niet verliefd op hem maar ziet in hoeveel het voor hem betekent en besluit te participeren aan een gehaaste bruiloft. Ze biecht hierna de waarheid op aan Sam.
Bill wordt tijdens de strijd in Europa vermoord op het slagveld. Daisy krijgt vlak voor een optreden het nieuws te horen en barst in tranen uit. Ze realiseert zich dat het leven snel voorbij kan zijn, waarna een hereniging volgt met Sam.

## Rolbezetting
| Acteur            | Personage                     |
| ----------------- | ----------------------------- |
| Margaret Sullavan | Daisy Heath                   |
| James Stewart     | Bill Pettigrew                |
| Walter Pidgeon    | Sam Bailey                    |
| Hattie McDaniel   | Martha                        |
| Nat Pendleton     | 'Dice' Loderhouse Shaughnessy |
| Alan Curtis       | Thin Lips                     |
| Sam Levene        | Leer                          |
| Eleanor Lynn      | Sally                         |
| Charles D. Brown  | 'Mac' McGonigle               |
| Charley Grapewin  | Wilson                        |
| Judie Aronson     | Samantha                      |
| Camilla More      | Tina                          |
| Carey More        | Terri                         |

## Achtergrond
Het verhaal Pettigrew's Girl kende al meerdere verfilmingen voordat deze versie werd uitgebracht. De eerste versie heet Pettigrew's Girl en werd uitgebracht in 1919. De tweede versie kreeg ook de titel The Shopworn Angel (1928) en heeft Nancy Carroll en Gary Cooper in de hoofdrollen. Voor deze versie besloten de makers dezelfde titel als de versie uit 1928 te behouden, omdat die destijds een enorm succes werd en wellicht om die reden meer geld kon opbrengen.
Scenarioschrijver Waldo Salt moest enkele aanpassingen maken aan het script voor de versie uit 1928, omdat de regels voor films in de loop der jaren strenger waren geworden. In plaats van een gangster, werd Sam Bailey een producent. Toen de film werd gemaakt, werd in eerste instantie actrice Jean Harlow gecast als Daisy. Zij overleed echter voordat de opnames konden beginnen. Na haar overlijden in 1937 werden Joan Crawford en Dennis O'Keefe aangekondigd als de hoofdrolspelers. De filmstudio besloot echter dat Crawford zich moest bezighouden met andere filmprojecten en werd vervangen door Rosalind Russell. Ook zij kon uiteindelijk niet meewerken, omdat haar onverwachts de hoofdrol werd gegeven in The Citadel (1938), waarvan de opnames onmiddellijk begonnen. Hierna ging de rol uiteindelijk naar Margaret Sullavan. Melvyn Douglas kreeg op dat moment de rol van haar vriendje, maar werd later vervangen door Walter Pidgeon.
Margaret Sullavan had enkele scènes waarin ze moest zingen. Ze werd in die scènes nasynchroniseerd door Mary Martin, een zangeres die in 1939 haar filmdebuut zou maken. Na de release bracht de film een groot bedrag op, maar werd door critici minder positief ontvangen. In Nederland werd het wel met open armen ontvangen. Bij de Nederlandse filmkeuring volgde dit commentaar:

inhoud en uitwerking zijn zo mooi gedaan dat ondanks het onderwerp toch kinderen van 14 jaar worden toegelaten.